# Takao Ōsawa
Pour les articles homonymes, voir Osawa.
Takao Ōsawa (大沢 たかお, Ōsawa Takao) est un acteur japonais, né le 11 mars 1968 à Tokyo.

## Biographie
Takao Ōsawa a été révélé par la série télévisée Hoshi no kinka en 1995.

## Filmographie sélective

### Au cinéma
- 2001 : All About Lily Chou-Chou (リリイ・シュシュのすべて, Rirī Shushu no subete?) de Shunji Iwai : Tabito Takao
- 2003 : Aragami de Ryūhei Kitamura : la samouraï
- 2003 : Sky High de Ryūhei Kitamura : Kudo Tatsuya
- 2004 : Crying Out Love in the Center of the World (世界の中心で、愛をさけぶ, Sekai no chūshin de, ai o sakebu?) de Isao Yukisada : Sakutaro Matsumoto
- 2004 : Hana and Alice (花とアリス, Hana to Arisu?) de Shunji Iwai : Ryo Taguchi
- 2004 : Gege (解夏?) de Itsumichi Isomura (en) : Takano Takayuki
- 2005 : Piège au soleil levant (Into the Sun) de Christopher Morrison : Kuroda
- 2006 : Tom et le petit renard (子ぎつねヘレン, Kogitsune Heren?) de Keita Kono : Koji Yajima
- 2006 : Metoro ni notte (地下鉄に乗って?) de Tetsuo Shinohara : Sakichi Konuma
- 2008 : Ichi, la femme samouraï (Ichi) de Fumihiko Sori : Toma Shirakawa
- 2009 : Goemon: The Freedom Fighter (五右衛門, Goemon?) de Kazuaki Kiriya : Saizo Kirigakure
- 2012 : A Terminal Trust (終の信託, Tsui no shintaku?) de Masayuki Suo : Toru Tsukahara
- 2013 : Shield of Straw (藁の楯, Wara no tate?) de Takashi Miike : Kazuki Mekari[1]
- 2019 : Kingdom (キングダム, Kingudamu?) de Shinsuke Satō : Wang Qi

### À la télévision
- 1995 : Hoshi no kinka (星の金貨?) (série télévisée)
- 2009 : Jin (JIN-仁-?) (série télévisée - saison 1) : Jin
- 2011 : Jin (JIN-仁-?) (série télévisée - saison 2) : Jin
- 2013 : The Legend of Aterui (série télévisée) : Aterui
- 2013 : Galileo 2 (série télévisée - épisode 1) : Shiko Renzaki[2]
- 2015 : Hanamoyu (série télévisée) : Inosuke Odamura

## Doublage
- 2005 : La Marche de l'empereur de Luc Jacquet : narrateur
- 2012 : Les Enfants loups, Ame et Yuki (おおかみこどもの雨と雪, Ōkami kodomo no Ame to Yuki?) de Mamoru Hosoda : Ōkami Otoko

## Distinctions
Sauf indication contraire, les informations mentionnées dans cette section peuvent être confirmées par la base de données cinématographiques IMDb,  présente dans la section « Liens externes ».

### Récompenses
- 2006 : Prix du meilleur acteur dans un second rôle pour Metoro ni notte aux Nikkan Sports Film Awards

### Sélections
- 2005 : Prix du meilleur acteur pour Gege aux Japan Academy Prize
- 2007 : Prix du meilleur acteur dans un second rôle pour Metoro ni notte aux Japan Academy Prize